# Frank Thring
Frank Thring est un acteur australien né le 11 mai 1926 à Melbourne (Australie) et mort le 29 décembre 1994 à Melbourne (Australie).
Il est principalement connu pour son rôle de Ponce Pilate dans le film Ben-Hur de William Wyler, et de Aella dans le film Les Vikings de Richard Fleischer.

## Filmographie
- 1958 : The Flaming Sword : Gar
- 1958 : Les Vikings (The Vikings) : Aella
- 1959 : A Question of Adultery : Mr. Stanley
- 1959 : Ben-Hur : Ponce Pilate
- 1961 : Le Roi des rois (King of Kings) : Hérode Antipas
- 1961 : Le Cid, (El Cid) : Al Kadir
- 1968 : Skippy le kangourou (Skippy) (série TV) : Dr. Alexander Stark
- 1969 : Age of Consent : Godfrey, the Art Dealer
- 1970 : Ned Kelly : Judge Barry
- 1972 : The Man Who Shot the Albatross (TV)
- 1974 : The Cherry Orchard (en) (TV)
- 1974 : Alvin Purple Rides Again : Fingers
- 1975 : L'Homme de Hong Kong (The Man from Hong Kong) : Willard
- 1976 : Up the Convicts (série TV) : Sgt Bastion
- 1976 : Mad Dog Morgan : Superintendant Cobham
- 1978 : Against the Wind (feuilleton TV)
- 1981 : Outbreak of Love (TV) : Arthur Langton
- 1984 : Bullamakanka : TV Producer
- 1984 : Bodyline (feuilleton télévisé) (feuilleton TV) : Lord Harris
- 1985 : Mad Max : Au-delà du dôme du tonnerre (Mad Max Beyond Thunderdome) : The Collector
- 1986 : The Steam-Driven Adventures of Riverboat Bill
- 1986 : Death of a Soldier : Religious speaker
- 1987 : Hurlements 3 (Howling III) : Jack Citron
- 1989 : Mission impossible, 20 ans après (TV) : Jake Morgan
- 1993 : Hercules Returns : voix de Zeus